# Вестфалія (Індіана)
Вестфалія (англ. Westphalia) — переписна місцевість (CDP) в США, в окрузі Нокс штату Індіана. Населення — 181 особа (2020).

## Географія
Вестфалія розташована за координатами 38°51′59″ пн. ш. 87°13′40″ зх. д. / 38.86639° пн. ш. 87.22778° зх. д. (38.866496, -87.227734).  За даними Бюро перепису населення США в 2010 році переписна місцевість мала площу 5,34 км², уся площа — суходіл.

## Демографія
Згідно з переписом 2010 року, у переписній місцевості мешкали 202 особи в 90 домогосподарствах у складі 56 родин. Густота населення становила 38 осіб/км².  Було 103 помешкання (19/км²).
Расовий склад населення:
| - 100,0 % — білих |

До двох чи більше рас належало 0,0 %. Частка іспаномовних становила 0,0 % від усіх жителів.
За віковим діапазоном населення розподілялося таким чином: 18,8 % — особи молодші 18 років, 63,4 % — особи у віці 18—64 років, 17,8 % — особи у віці 65 років та старші. Медіана віку мешканця становила 45,0 року. На 100 осіб жіночої статі у переписній місцевості припадало 88,8 чоловіків;  на 100 жінок у віці від 18 років та старших — 105,0 чоловіків також старших 18 років.
За межею бідності перебувало 46,8 % осіб, у тому числі 100,0 % дітей у віці до 18 років та 0,0 % осіб у віці 65 років та старших.
Цивільне працевлаштоване населення становило 17 осіб. Основні галузі зайнятості: виробництво — 52,9 %, освіта, охорона здоров'я та соціальна допомога — 47,1 %.